# Vrouwenpolder

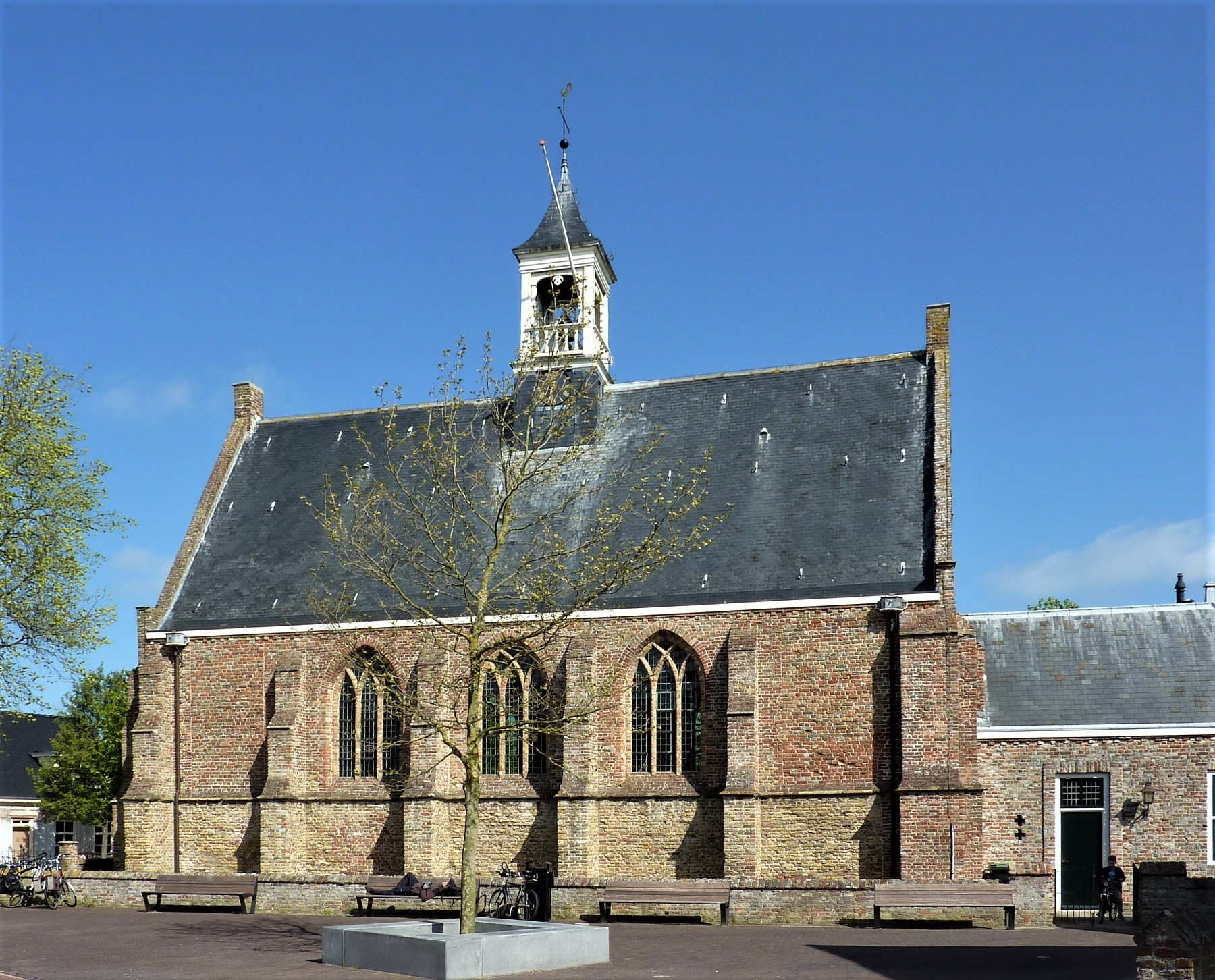
Kirche: de Pelgrimskerk

Vrouwenpolder ist ein Dorf in der Gemeinde Veere in der niederländischen Provinz Zeeland. Im Januar 2024 zählte der Ort 1.040 Einwohner.
Vrouwenpolder liegt im äußersten Norden der Halbinsel Walcheren, von wo aus der Veerse Gatdam die Halbinsel mit Noord-Beveland verbindet.

## Geschichte
Das Gebiet um Vrouwenpolder ließ Wolfert I. van Borsele um 1300 bedeichen um das Versprechen seines Vaters, Graf Willem II. von Holland, an den Abt von Middelburg zu erfüllen, dort eine Kapelle zu errichten.
Siehe Hauptartikel: Protestantse Kerk (Vrouwenpolder)
Im Jahr 1314 erbaute dann Wolfert II dort diese Kapelle, die 10 Jahre später durch den Abt von Middelburg zur Parochialkirche, mit der heiligen Jungfrau Maria als Patronin, erhoben wurde. Daraus entstand im Laufe der Zeit der Name Vrouwenpolder, später Vrouwenpolder (Vrouwe van de Polder – Frau von den Poldern).
Um 1340 wurde die Kirche weiter ausgebaut. Zu dieser Zeit, so erzählt es die Legende, kam die Kirche in den Besitz eines mysteriösen Mariengemäldes.
Nach 1416 wurde Vrouwenpolder zum Wallfahrtsort. Menschen aller Ränge und Stände kamen aus allen Himmelsrichtungen, um die Parochialkirche mit ihrem geheimnisvollen Gemälde zu besuchen. Selbst für Spanische, Portugiesische und Französische Seeleute war das Gemälde ein wichtiges Heiligtum, um für ruhige See und sichere Heimkehr zu bitten.
Bei einer Sturmflut im Jahre 1494 wurde die Kirche schwer beschädigt und das Gemälde ging verloren. Die Kirche wurde um 1500 erneuert und das Gemälde durch ein neues ersetzt, was die Verehrung aber nicht beeinträchtigte.
1572 wurde die Kirche durch „Kriegsvolk“ aus Veere während der Belagerung von Middelburg durch die Spanier (1572–1574) zerstört und damit endeten auch abrupt die Wallfahrten nach Vrouwenpolder.
Ihre heutige Gestalt erhielt die Kirche beim Wiederaufbau 1622–1624. Aus dieser Zeit datiert auch der Predigtstuhl.
Im Nordosten (Breezand) wurde 1588 das Fort den Haak gebaut um den Eingang des Veerse Gat zu sichern. Am 30. Juli 1809 landeten Engländer bei Breezand und zerstörten das Fort, dessen ehemaligen Wälle noch heute gut zu erkennen sind.
Heute ist Vrouwenpolder ein Badeort und auch bei Surfern sehr beliebt.